# Gašper Katrašnik
Gašper Katrašnik, né le 20 juin 1995 à Kranj, est un coureur cycliste slovène.

## Biographie
En 2020, il est sélectionné pour représenter son pays aux championnats d'Europe de cyclisme sur route organisés à Plouay dans le Morbihan.
Il met un terme à sa carrière de coureur cycliste à l'issue de la saison 2021. 

## Palmarès
- 2012
  -  Champion de Slovénie sur route juniors
  - 5e du championnat d'Europe sur route juniors
- 2014
  - Tour of Vojvodina II
- 2015
  - Grand Prix de Sarajevo
  - 2e du championnat de Slovénie sur route espoirs
  - 7e du championnat d'Europe sur route espoirs
- 2018
  - Belgrade-Banja Luka : 
    - Classement général
    - 1re et 2e étapes

  - 4e étape du CCC Tour-Grody Piastowskie
  - 2e du North Cyprus Cycling Tour
  -  Médaillé d'argent du championnat du monde militaires sur route[2]
- 2020
  - 2e du Poreč Trophy

## Classements mondiaux
| Année           | 2015 | 2016   | 2017 | 2018 |
| --------------- | ---- | ------ | ---- | ---- |
| UCI Europe Tour | 273e | 1 434e | 873e | 258e |